# Emojipedia
Emojipedia is een online naslagwerk voor emoji  dat de betekenis en het gemeenschappelijk gebruik van emoji-tekens in de Unicode-Standaard documenteert. De site werd in 2013 opgestart door de Australiër Jeremy Burge.
Emojipedia is een stemgerechtigd lid van het Unicode Consortium.